# Anita Ušacka
Anita Ušacka (1952) è una magistrata lettone, giudice della Corte penale internazionale, Divisione d'Appello.
Eletta dall'Assemblea degli Stati Parte nel Gruppo degli Stati europei orientali, Lista B, l'11 marzo 2003 per tre anni e rieletta nel 2006 per nove anni.
Nel 2009 ha fatto parte della giuria della Corte penale internazionale che ha emesso un mandato d'arresto per il Presidente del Sudan Omar Hassan Ahmad Al Bashir con l'accusa di crimini di guerra e crimini contro l'umanità.